# Slovenski poročevalec
Slovenski poročevalec je bil časopis, ki je svojo pot začel kot ilegalno glasilo Komunistične partije Slovenije. Leta 1938 sta izšli dve številki, nato pa do leta 1941 ni izhajal. Maja 1941 je izšla nova številka, ki je okupacijo Jugoslavije označila za katastrofo in kritizirala Hitlerjev režim in njegove podpornike v Sloveniji. Z naslednjo številko, izdano 8. junija 1941, so se zbirala denarna sredstva za osvobodilni fond. Kasneje je postal glasilo Osvobodilne fronte. Med letoma 1941 in 1945 je izhajal periodično, po letu 1945 pa je postal dnevnik. Leta 1945 so zasedli prostore in uradno zaplenili dve poslopji, tiskarno, vso opremo, knjižnico uredništva časopisa Jutro, ki je med vojno izhajal napol v italijanščini in bil politično bliže okupatorju. Leta 1959 je z združitvijo Slovenskega poročevalca in Ljudske pravice nastal časopis Delo.